# Old Woodhall
Pour les articles homonymes, voir Woodhall.
Old Woodhall est un village du Lincolnshire, en Angleterre.